# سیمون اسلوتویک
سیمون اسلوتویک (انگلیسی: Simon Slåttvik؛ ۲۴ ژوئیه ۱۹۱۷ – ۷ مه ۲۰۰۱) اسکی‌باز نوردیک ترکیبی اهل نروژ بود.
وی در مسابقات کشوری و بین‌المللی در مجموع برندهٔ ۱ مدال طلا، ۱ مدال برنز شده‌است.